# Kaapse baardvogel
De Kaapse baardvogel (Tricholaema leucomelas) is een vogel uit de familie Lybiidae (Afrikaanse baardvogels).

## Verspreiding en leefgebied
Deze soort komt voor in zuidelijk Afrika en telt drie ondersoorten:
- T. l. centralis: van Angola tot westelijk Zimbabwe, zuidelijk tot zuidelijk Namibië en noordelijk Zuid-Afrika.
- T. l. affinis: oostelijk Zimbabwe, zuidwestelijk Mozambique en noordoostelijk Zuid-Afrika.
- T. l. leucomelas: zuidelijk Zuid-Afrika.

## Status
De grootte van de populatie is niet gekwantificeerd maar de soort wordt omschreven als algemeen. Op de Rode lijst van de IUCN heeft deze soort de status niet bedreigd.